# アベンジャーズ/インフィニティ・ウォー
『アベンジャーズ/インフィニティ・ウォー』（Avengers: Infinity War）は、マーベル・コミックのスーパーヒーローチーム「アベンジャーズ」をベースとした、2018年のアメリカ合衆国のスーパーヒーロー映画。監督はアンソニー・ルッソ、ジョン・ルッソが務め、脚本はクリストファー・マルクスとスティーヴン・マクフィーリー、出演はロバート・ダウニー・Jr、クリス・ヘムズワース、マーク・ラファロ、クリス・エヴァンスら。「マーベル・シネマティック・ユニバース」（MCU）の19作目であり、『アベンジャーズ』（2012年）、『アベンジャーズ/エイジ・オブ・ ウルトロン』（2015年）の続編。マーベル・スタジオが製作し、ウォルト・ディズニー・スタジオ・モーション・ピクチャーズ配給する。

## 概要
当初MCUシリーズの「フェイズ3」のロードマップが発表された時点では、次作の『アベンジャーズ/エンドゲーム』と共に『Avengers: Infinity War Part1』『Avengers: Infinity War Part2』の2部作構成とされていたが、それぞれの作品の独立性が高いとの理由から別のタイトルとなり「Part1」表記が削除された。
マーベルが1990年代に刊行した「インフィニティ」三部作の第一部『インフィニティ・ガントレット』とストーリー的な関連があることが指摘されている。また本作のサブタイトルは三部作の第二部『インフィニティ・ウォー』と共通である。
予告編は2017年11月30日に初めてネット上に公開され、公開後24時間以内の再生回数が2億3000万回に到達し、『IT/イット “それ”が見えたら、終わり。』の記録（1億9700万回）を抜いて歴代最高記録を更新した。

## ストーリー
地球に向かうアスガルドの避難船をサノスが襲撃。かろうじてハルクは地球に逃れるもソーたちは壊滅、ロキが隠し持っていたスペース・ストーンが奪われる。パワー・ストーンと合わせ2つのインフィニティ・ストーンを入手したサノスは、ロキを殺し船を破壊すると残るストーンを求めて消え去る。
ニューヨークに墜落したブルース・バナー（ハルク）は、スティーブン・ストレンジ（ドクター・ストレンジ）にサノスの計画を伝え、トニー・スターク（アイアンマン）に協力を求める。トニーは難色を示すが、ソーの死を告げられ、スティーブ・ロジャース（キャプテン・アメリカ）へ連絡しようとする。そこへサノスの配下がストレンジの持つタイム・ストーンを狙い急襲。危機を察知したピーター・パーカー（スパイダーマン）が加勢し、激戦の末、敵の1人エボニー・マウはストレンジを拉致しQシップで宇宙に発進。トニーとピーターがそれを追い、バナーはスティーブへ連絡する。
一方、宇宙を漂っていたソーを救出したピーター・クイルたち（ガーディアンズ・オブ・ギャラクシー）は、サノスの目的を聞き二手に別れる。ロケット、ソー、グルートはムジョルニアに代わる新たな武器を求め惑星ニダベリアへ、他の4人はリアリティ・ストーンのある惑星ノーウェアへ向かう。
隠遁生活を送っていたヴィジョンとその恋人ワンダ・マキシモフ（スカーレット・ウィッチ）は、ヴィジョンの頭部にあるマインド・ストーンを狙うサノスの配下に襲われ窮地に陥る。そこにスティーブ、ナターシャ・ロマノフ（ブラック・ウィドウ）、サム・ウィルソン（ファルコン）の3人が現われ、敵は撤退、スティーブたちはアベンジャーズ本部へと赴く。ヴィジョンを守るためにマインド・ストーンを摘出すべきという結論に至ると、彼らは超文明国家ワカンダ王国へ向かう。
クイルたちはノーウェアに辿り着くが、サノスはすでにリアリティ・ストーンを手に入れていた。クイルらを一掃しガモーラを拉致したサノスは、捕らえていたネビュラを拷問、ガモーラだけが知るソウル・ストーンのありかを聞き出し惑星ヴォーミアへ向かう。ソウル・ストーン入手の条件は愛する者の魂と引き換えであり、サノスの愛する者とは愛娘のガモーラであった。ガモーラは絶望のまま谷底に落とされ死亡。サノスはソウル・ストーンを手に入れる。
ソーたちは惑星ニダベリアに辿り着く。しかしニダベリアはサノスによって壊滅させられていた。唯一生き残ったドワーフの職人エイトリの協力のもと、ソーはムジョルニアを超える武器ストームブレイカーを手に入れる。
一方Qシップでは、トニーとピーターがマウを撃破してストレンジを救出。トニーはタイタンでサノスを待ち伏せての奇襲を提案する。タイタンに到着した3人はクイルたちと遭遇し、目的が同じであると知り団結、1400万605通りの未来を見たストレンジは自分たちが勝てるものが1つだけあると語る。やがてサノスが到着し戦いが始まる。ヒーローたちは、劣勢ながらもネビュラの加勢も得てサノスの動きを止めることに成功するが、クイルがガモーラの死を知って激高したことで状況は逆転。ヒーローたちはサノスに追い詰められ、ストレンジはタイム・ストーンを渡してしまう。
地球のワカンダでは、国王ティ・チャラ（ブラック・パンサー）の妹シュリがヴィジョンからマインド・ストーンの摘出手術を開始。そこにサノスの軍勢が襲来、ヒーローたちが応戦する中、ソーたちが飛来して戦況は好転、敵幹部3人を倒す。しかしサノスが現れヒーローたちを返り討ちにしていく。ワンダはヴィジョンの最期の願いを聞き入れ、彼もろともマインド・ストーンを破壊するが、サノスは、タイム・ストーンの力で時間を巻き戻し、再生したヴィジョンからマインド・ストーンを奪う。ついに全てのインフィニティ・ストーンを手に入れたサノスは、ソーの急襲で重傷を負いながらも、左手の指を鳴らして力を発動させ、そのままどこかへワープして消える。当惑するソーらの前で、異変が起こり、全宇宙の半分の生命が塵となり消え始める。生き残った者たちが茫然とする一方で、サノスはどこかの惑星で日の出を眺めていた。

## 登場人物・キャスト

### アベンジャーズ
優れた技能・超常的な特殊能力を持つヒーローやスパイたちによるヒーローチーム。ヒーローたちのような超人を国連の管理下に置くという“ソコヴィア協定”の賛否を巡る“アベンジャーズの内乱”で決裂し、事実上の解散状態になってしまった。だが、サノスの脅威を知り、サノスに立ち向かうべく再び集結することとなる。そのため本作では、アベンジャーズはソコヴィア協定を無視して行動している。
トニー・スターク / アイアンマン
演 - ロバート・ダウニー・Jr、日本語吹替 - 藤原啓治
アベンジャーズの共同リーダー。巨大複合企業“スターク・インダストリーズ”会長にして天才発明家。自身が開発した最新鋭のパワードスーツを装着し、“アイアンマン”として戦う。アベンジャーズが解散となった一因が自分にもある事には負い目を感じており、いざという時は一人でも戦えるように準備を重ねていた。
本作におけるいわゆる裏設定として、トニーはアベンジャーズの内乱以降に使えるものを全て利用して政府とのパイプを作っており、わざと和解の道を閉ざしたうえで逃亡中のスティーブたちを追跡せず、生かし続けていた。またヴィジョンが引退を考えていることを知っており、彼への接触も行っていない。
ソー
演 - クリス・ヘムズワース、日本語吹替 - 三宅健太
北欧神話の雷神“トール”のモデルであり、神々の国“ アスガルド”の王オーディンの息子。”ラグナロク”によるアスガルドの崩壊から逃れ、国民を率いて避難船で地球へと向かっていた最中にサノスの襲撃を受け、多くの民とヘイムダル、そして義弟ロキを目の前で殺される。
後に、宇宙を漂っていたところをガーディアンズに救出され、事情を話して協力関係を築き、サノスへの復讐を誓う。
アンソニー・ルッソは、「最重要キャラクターである（ヴィラン側の）サノスを除けば、ソーこそが（ヒーロー側で）最も重要な存在」と語っており、ジョー・ルッソは「もしラストシーンでストームブレイカーがサノスの頭部を破壊していれば、本作はソーの映画になっていただろう」と語った。
スティーブ・ロジャース / キャプテン・アメリカ
演 - クリス・エヴァンス、日本語吹替 - 中村悠一
第二次世界大戦中に“超人血清”によって肉体を強化されて母国アメリカを救うも、氷海に墜落し冬眠状態となり、70年後に長い眠りから目覚めた伝説の超人兵士。
ブルースからの連絡に応じて、ワカンダでサノスの襲来に備える。
ジョー・ルッソによれば、2年間の逃亡生活で人格も変化しており、寡黙な男がさらに無口になってしまったという。なお、ブラック・オーダーからワンダとヴィジョンを救う存在として、彼とサム、ナターシャを総称して「“影のアベンジャーズ”と呼ぶべき一団」としている。
ブルース・バナー / ハルク
演 - マーク・ラファロ、ハルクの声 - ルー・フェリグノ、日本語吹替 - 宮内敦士
ガンマ線を大量に浴びたことで、感情の高ぶりに呼応して緑色の大男“ハルク”に変身する体質となった天才生物学者。本作では、地球でブルースが心拍数を上げて変身しようとしてもハルクに変身を拒否されてしまい、ハルクは表に現れなかった。そのためワカンダでの決戦ではトニーが開発した“ハルクバスター・マーク2”を装着して戦わざるを得なくなる。
ソーたちと一緒に地球に向かう途中でサノスに襲われ、ハルクの状態でも力及ばず敗北し、瀕死のヘイムダルによって地球へと逃がされる。帰還後はブルースの姿に戻り、墜落した先で出会ったストレンジたちや再会したトニーにサノスの脅威と宇宙の危機を報せる。スティーブたちに連絡を取らせようとした。Qシップが去った後、トニーが落としたフリップ・フォンを拾い、スティーブやアベンジャーズのメンバーに連絡を取って彼らと再会して、サノスの脅威を報せる。
本作の監督の1人であるジョー・ルッソによると、本作冒頭以降ブルースがハルクに変身できなくなった理由は、「『マイティ・ソー バトルロイヤル』でハルクが成長し自我が芽生えたことで、ブルースの都合でヒーローを演じさせられることを嫌がるようになってしまったため」とのこと。
ナターシャ・ロマノフ / ブラック・ウィドウ
演 - スカーレット・ヨハンソン、日本語吹替 - 米倉涼子
元 S.H.I.E.L.D.のエージェントにして、世界最強の女スパイ。アベンジャーズの内乱以降は、アベンジャーズを離れてスティーブたちと共に逃亡生活を送っていた。
スティーブ、サムと共に、ブラック・オーダーに襲撃されたワンダとヴィジョンの危機を救い、ワカンダの戦いにも参戦する。
ジェームズ・“ローディ”・ローズ / ウォーマシン
演 - ドン・チードル、日本語吹替 - 目黒光祐
アメリカ空軍大佐にして、トニーの親友兼相棒。かつてはソコヴィア協定に賛成し署名したが、本作では一転してその行為に後悔している。そのため、それぞれの理由から失踪したアベンジャーズの仲間たちとの再会を喜び、共に行動する。ワカンダでの決戦では、より強化された“ウォーマシン・アーマー マーク4”を身にまとう。
サム・ウィルソン / ファルコン
演 - アンソニー・マッキー、日本語吹替 - 溝端淳平
元落下傘兵にして、スティーブの現代における親友兼相棒。特殊能力は持っていないが、ウィングパック“EXO-7ファルコン マーク2”を駆使して戦う。
スティーブ、ナターシャと共に現れて、ワカンダでの決戦にも挑む。
ヴィジョン
演 - ポール・ベタニー、日本語吹替 - 加瀬康之
マインド・ストーンを埋め込まれたヴィブラニウム製の人工肉体に、人工知能“J.A.R.V.I.S.（ジャーヴィス）”が移植されて誕生した人造人間。本作では気にかけていたワンダの逃亡生活に付き添い、彼女と共に過ごすうちに精神的に人間らしく成長。同時にワンダとは相思相愛となった。
本作ではワンダと共にスコットランドで2年間隠遁生活を送っていたが、マインド・ストーンを持つため、ブラック・オーダーに狙われて襲撃を受けることになってしまう。
なお、ヴィジョンはワンダとの逃亡中に引退を考えていたという。そのため、トニーはストーンの保有者であるヴィジョンに直接危機を伝えていない。また、アンソニーとジョー・ルッソによれば、彼が序盤で深刻なダメージを受け、以降最後まで戦線を離脱し続けていたのは「ヴィジョンが強すぎて序盤で物語が終わってしまうため」であるという。
ワンダ・マキシモフ / スカーレット・ウィッチ
演 - エリザベス・オルセン、日本語吹替 - 行成とあ
人体実験でテレキネシス、マインドコントロールなどの特殊能力を得た強化人間。アベンジャーズの内乱後、ヴィジョンと逃走しつつの同棲生活を経て彼への愛を深めていき、相思相愛の関係になって共に隠遁生活を送っていた。
しかし本作では、ヴィジョンから万一のときのマインド・ストーンの破壊役を任され激しく苦悩する。
ピーター・パーカー / スパイダーマン / アイアン・スパイダー
演 - トム・ホランド、日本語吹替 - 榎木淳弥
特殊なクモに噛まれた影響で、クモの特殊能力を得た高校生にしてニューヨークのヒーロー。アベンジャーズの内乱でトニーにスカウトされて以来、高校生活と自警活動に精を出しながらアベンジャーズの一員になろうと努力してきた。
高校の課外授業中に、“スパイダー・センス”で危機を感知してトニーとストレンジの元へ駆けつけ、参戦。やがてトニーから正式にアベンジャーズ入りを認められ、惑星タイタンでのサノスとの戦いにおいても、周囲と連携をとりながらサノスを翻弄する。
トニーとは『シビル・ウォー』・『ホームカミング』以降で父と子のような関係になっており、ピーターを心配するトニーは極限の環境下で活動できる「アイアン・スパイダー・アーマー」を用意していた。

### マスターズ・オブ・ミスティック・アーツ
スティーヴン・ストレンジ / ドクター・ストレンジ
演 - ベネディクト・カンバーバッチ、日本語吹替 - 三上哲
交通事故により神の手と呼ばれた医療技術を失い、魔術の道に転身した元天才外科医の魔術師。師であるエンシェント・ワンの死後、ニューヨークのサンクタム・サンクトラムの主となっていた。本作では魔術の腕前がより向上しており、発生させたシールドによる足場の形成、“アガモットの目（タイム・ストーン）”による未来予知能力など様々な技を披露する。
サンクタム・サンクトラムに墜落したブルースからサノスの脅威を聞きトニーに協力を求めるが、不遜な態度や言動がトニーの気に触り、彼とたびたび衝突してしまう。だが、Qシップ内でトニーとピーターに救出された後はトニーの提案に賛同し、彼らと共にタイタンへと向かって決戦に臨む。
ウォン
演 - ベネディクト・ウォン、日本語吹替 - 田中美央
ストレンジの盟友である魔術師。ストレンジと共にブルースからサノスの脅威を聞き、物語前半のブラック・オーダーとの戦いではトニーたちと連携する。

### ワカンダ王国
ティ・チャラ / ブラックパンサー
演 - チャドウィック・ボーズマン、日本語吹替 - 田村真
超文明国家“ワカンダ”の主にして、母国とその秘密を守護する戦士ブラックパンサーでもある若き国王。
本作ではスティーブから技術協力を依頼され、サノスとの戦いに備えるべくアベンジャーズを自国に受け入れ、後に多数の戦士たちを率いて自ら前線に立ち、スティーブと共に先陣を切って戦う。
シュリ
演 - レティーシャ・ライト、日本語吹替 - 百田夏菜子
ティ・チャラの妹にして天才科学者であるワカンダの王女。兄の指示で自らの腕を振るい、ヴィジョンの生体分析と2兆以上のプロテクトにかけられたマインド・ストーンを解析・摘出する作業に従事する。
オコエ
演 - ダナイ・グリラ、日本語吹替 - 斎賀みつき
ティ・チャラに仕える、ワカンダ王室の親衛隊“ドーラ・ミラージュ”の隊長。ワカンダでの決戦では、ナターシャ、ワンダと連携してプロキシマと戦う。
エムバク
演 -  ウィンストン・デューク、日本語吹替 - 木村昴
ワカンダの山奥に棲む“ジャバリ族”の族長。ワカンダでの内乱で王家と和解し、本作でも一族を率いてティ・チャラに協力。ティ・チャラとは「兄弟」と呼ぶほどの仲になっていた。サノスの群勢を相手に激戦を繰り広げる。
アヨ
演 - フローレンス・カサンバ、日本語吹替 - 織部ゆかり
ドーラ・ミラージュの隊員。本作でも、親衛隊員の一員としてサノスの軍勢に戦いを挑む。
ジェームズ・ブキャナン・“バッキー”・バーンズ / ウィンター・ソルジャー / ホワイトウルフ
演 - セバスチャン・スタン、日本語吹替 - 白石充
かつて“ヒドラ”に洗脳され、暗殺者ウィンター・ソルジャーに仕立て上げられた、スティーブの幼馴染みにして親友兼相棒。アベンジャーズの内乱後は、ティ・チャラの手引きによって亡命したワカンダで、農業などに勤しみながら隠遁生活を送っていたが、本作にてティ・チャラから新たにヴィブラニウム製の義手を提供され、再び戦線に復帰することとなる。

### ガーディアンズ・オブ・ギャラクシー
ピーター・クイル率いる銀河のはみ出し者たちによるヒーローチーム。本作では、これまでの活動から2、3年ほど経過しており、彼らは銀河でいくつもの冒険を続け、スーパーヒーローとして知られている。また、グルートの言葉も少しは理解できるようになっている。
ピーター・ジェイソン・クイル / スター・ロード
演 - クリス・プラット、日本語吹替 - 山寺宏一
ガーディアンズ・オブ・ギャラクシーのリーダー。幼い頃に宇宙海賊“ラヴェジャーズ”に地球から拉致されて銀河を駆け巡る宇宙海賊となった、天界人と地球人のハーフ。
本作のBlu-rayに収録されている未公開シーンによれば、ガモーラが拐われた後、調子を取り戻すために5時間も同じ音楽をベネター号の中でかけたままノーウェアに滞在し、ドラックスと揉めている最中にネビュラからの着信に気づいてタイタンへ向かったことが判明した。
ガモーラ
演 - ゾーイ・サルダナ、日本語吹替 - 朴璐美
ガーディアンズの一員にして、サノスの義理の娘である“ゼホベレイ”。クイルとの関係は以前より発展しており、両想いの仲になっていた。
最後のインフィニティ・ストーンであるソウル・ストーンの所在地を知っていたため、ノーウェアで待ち伏せていたサノスに拐われてしまう。
幼少期のガモーラ
演 - アリアナ・グリーンブラット、日本語吹替 - 蒼井由奈

ロケット
声 - ブラッドリー・クーパー、日本語吹替 - 加藤浩次〈極楽とんぼ〉、演 - ショーン・ガン
違法な遺伝子操作でアライグマの姿に改造された、元賞金稼ぎ兼傭兵のガーディアンズの一員。
救出したソーからは「ウサギ」と呼ばれるが、惑星“ニダベリア”の伝説を知っていたことでおだてられて彼と意気投合し、ソーの新たな武器を調達するため、ソーとグルートを連れてニダベリアへ向かう。
グルート
声 - ヴィン・ディーゼル、日本語吹替 - 遠藤憲一
ガーディアンズの一員である“フローラ・コロッサス”。ロケットの無二の親友にして相棒である。『リミックス』終盤にて反抗期を迎えたことなどから、台詞は「オレはグルート」に変化しており、目つきと口がかなり悪くなっている。
ドラックス
演 - デイヴ・バウティスタ、日本語吹替 - 楠見尚己
ガーディアンズの一員であるパワー・ファイター。過去にサノスと同盟を結んでいたロナンに愛する家族を殺されて以来復讐を決意し、ロナンとサノスを探し続けていた。
Blu-ray収録の未公開シーンでは、ガモーラ拉致で精神を取り乱したクイルが何時間も同じ音楽をかけていたことや、サノスへの復讐を邪魔されたことで激しい苛立ちをクイルにぶつけ、揉めている。
マンティス
演 - ポム・クレメンティエフ、日本語吹替 - 秋元才加 
ガーディアンズの一員で、他人の感情を読み取ったり感情を操ったりするエンパシー（共感能力）を持つ宇宙人の女性。エゴ打倒後にガーディアンズに加入し、現在ではコミュニケーション能力の向上を見せる。本作でも自身の能力を効果的に活かして戦う。

### ヒーローたちの関係者
ロキ
演 - トム・ヒドルストン、日本語吹替 - 平川大輔
北欧神話の悪戯の神“ロキ”のモデルである、ソーの義弟。かつてサノスと同盟を結び、アベンジャーズに敗北した経緯がある。本作での出番は冒頭のみであるものの、かつてとは異なりサノスに媚びを売るように見せかけてソーを救おうとする姿が描写され、彼を仕留めようとするが、一矢報いることもできずに首の骨をへし折られて倒れる。
ヘイムダル
演 - イドリス・エルバ、日本語吹替 - 斉藤次郎
北欧神話の光の神“ヘイムダル”のモデルであり、アスガルドとあらゆる世界を繋ぐ虹の橋“ビフレスト”の門番だった戦士。サノスの襲撃で瀕死の重傷を負い、命を落とすが、死の直前に最期の力を振り絞ってハルクを地球へと送った。
ネビュラ
演 - カレン・ギラン、日本語吹替 - 森夏姫
サノスの義理の娘にしてガモーラの義妹である“ルフォモイド人”。自身を全く愛さずに改造し続けたサノスを暗殺しようとしたものの返り討ちに遭い、サノスに半ば分解される形で拷問を受けてしまう。
Blu-ray収録の未公開シーンでは、サンクチュアリ脱出時にクイルたちガーディアンズにメッセージを送るも全く返信がなかったことからクイルたちが気づく5時間後までに22件もメッセージを送信している。
ヴァージニア・“ペッパー”・ポッツ
演 - グウィネス・パルトロー、日本語吹替 - 岡寛恵
スターク・インダストリーズ現CEOにして、トニーの恋人。トニーのヒーロー活動を受け入れきれてはいないものの、彼とは深い愛情を育んでいた。
ネッド・リーズ
演 -  ジェイコブ・バタロン、日本語吹替 - 吉田ウーロン太
ピーターのクラスメイトにして親友である高校生。ピーターと共にスクールバスに乗っており、彼の頼みを受けて周囲の注意を引きつけた。
F.R.I.D.A.Y. （フライデー）
声 - ケリー・コンドン、日本語吹替 - 安井絵里
アイアンマンのサポートAI。
エイトリ
演 - ピーター・ディンクレイジ、日本語吹替 - 北川勝博
ニダベリアに住む“ドワーフ”の職人で、ソーとは旧知の仲にあり、長年アスガルドの武器を作り続けていた。
タニリーア・ティヴァン / コレクター
演 - ベニチオ・デル・トロ、日本語吹替 - 石住昭彦
採掘コロニー“ノーウェア”を拠点に、銀河中から珍しい遺物や様々な生物を収集・保管する収集家で、惑星“サカール”の独裁者グランドマスターの弟。ソーが“ダーク・エルフ”の打倒後に、アスガルドからエーテル（リアリティ・ストーン）を預かっていた。。本作での彼の描写は、全てサノスがリアリティ・ストーンの力で作った幻覚だったため、本人の去就は不明。
サディアス・“サンダーボルト”・ロス
演 - ウィリアム・ハート、日本語吹替 - 菅生隆之
かつてハルクの力を軍事利用しようと目論んでいた元アメリカ陸軍の将軍にして、現アメリカ国務長官。2年前にソコヴィア協定を推し薦め、アベンジャーズの分裂後にスティーブたちを国際指名手配犯にした張本人でもある。
ニューヨークがブラック・オーダーに襲撃され、地球の危機が迫っている中でも、ヒーローへの否定的かつ批判的な姿勢は一切変わらず、自身の保身及びヒーローの出動が被害をより拡大させる可能性から出撃許可を出すことなく今回の事態を乗り切ろうとする。
ヨハン・シュミット / レッドスカル / ストーンキーパー
演 - ロス・マーカンド、日本語吹替 - 山路和弘
およそ70年以上前にヒドラのリーダーとして君臨し、一時期はテッセラクトを掌握していたスティーブの宿敵。
スティーブとの最終決戦時に、テッセラクト（スペース・ストーン）に触れたことで行方不明扱いとなっていたが、実際はヴォーミアに転送されていたことが本作で明らかになり、そこで長年に渡って生存していた。
スクールバスの運転手
演 - スタン・リー、日本語吹替 - 高桑満
ピーターの通う高校の学生たちが乗るスクールバスの運転手を務める老人。

### ヴィラン

#### ブラック・オーダー
通称「サノスの子」と名乗る、サノスの側近である4人衆。サノスが掲げる「全宇宙の均衡を保つ」という使命を完遂するべく、次々と星々を襲撃し、その星の人口の半分を虐殺し続けてきた。全員がサノスに絶対的な忠誠心を持っており、彼の目的のためならあらゆる犠牲を厭わない。
ブラック・オーダーはいずれもインフィニティ・ストーンを見つける能力を有しており、またストーンについて莫大な知識を有している。
エボニー・マウ
演 - トム・ヴォーン＝ローラー、日本語吹替 - いずみ尚
ブラック・オーダーの戦略家。天才的頭脳を持つ闇魔術師でもあり、タイム・ストーンを求め、闇魔術でヒーローたちと戦う。
米メディアJustJaredでは、2017年7月5日頃にCG合成用の特殊スーツを着てストレンジ役のカンバーバッチを襲うヴォーン＝ローラーの画像が公開されていた。collider.comはスーツに「EB-MAW」と書かれていることを指摘しており、ストレンジとマウの戦闘がある可能性に言及している。
ジョー・ルッソによれば、マウとトニー、ピーターとの対決シーンは最も議論された場面の1つであったという。アクション・シーンの多さと既に対決シーンが存在していたことから、序盤で戦った強大な敵を一瞬で片付ける展開になったという。ルッソは似た展開に「レイダース/失われたアーク《聖櫃》」でインディ・ジョーンズが登場したばかりの敵キャラクターに対し、いきなり銃撃して瞬殺するシーンを挙げている。
カル・オブシディアン
演 - テリー・ノタリー
ブラック・オーダーにおいてサノスの用心棒を務める巨漢の戦士。冷血で暴力的、狩りと殺しの技術に長ける。ニューヨークではトニーやピーターを、ワカンダの決戦ではハルクバスター マーク2を装着したブルースを相手に猛威を振るう。
プロキシマ・ミッドナイト
演 - キャリー・クーン、日本語吹替 - 鷄冠井美智子
ブラック・オーダー最強の女戦士。行く先々で恐れられ、その槍で敵に速やかなる死をもたらす紅一点の女戦士。サノスからマインド・ストーンの回収を指示されており、コーヴァスと共にエディンバラやワカンダでヴィジョンを狙い、ワンダと一進一退の攻防を繰り広げる。
コミック版ではコーヴァスの妻であるが、監督の意向でこの関係はわずかに仄めかされる程度となっている。
コーヴァス・グレイヴ
演 - マイケル・ジェームズ・ショウ、日本語吹替 - 山岸治雄
ブラック・オーダーにおいてサノスの副官を務めている戦士。手にした金色の槍斧ハルバードで敵を狩るだけでなく、その抜け目のない知能も彼の武器である。マインド・ストーンの回収を目的にプロキシマと共にヴィジョンを付け狙う。

#### メインヴィラン
サノス
演 - ジョシュ・ブローリン、日本語吹替 - 銀河万丈
全宇宙の生命体の半分を消し去り、均衡を保つことを目標に掲げる“タイタン星人”。以前ロキやロナンを利用してインフィニティ・ストーンの回収を試みたが、2度とも失敗している。インフィニティ・ガントレットを手に入れ、自らストーンを回収するべく動き出した。そして、アベンジャーズをはじめとする数多くのヒーローたちを圧倒し、ストーンを次々に手中に収めていく。
メインヴィランではあるが、物語のもうひとりの主役とも言うべき存在で、本作ではサノスとガモーラの過去が描かれる。
ジョー・ルッソ監督は「サンディエゴ コミコン2017」においてComicbook.comの取材に対し「サノスを新世代のダース・ベイダーにしたい」と述べており、2017年夏には撮影現場における取材で脚本を執筆したスティーヴン・マクフィーリーとクリストファー・マルクスが「（本作は）サノスの映画である」と語っている。

### ノンクレジット・カメオ出演
マリア・ヒル
演 - コビー・スマルダーズ、日本語吹替 - 本田貴子
元S.H.I.E.L.D.副長官。S.H.I.E.L.D.崩壊後はスターク社にトニーやペッパーの秘書として就職し、アベンジャーズのサポートも兼務していたが、ウルトロンとの戦いの後はフューリーと共に行動している。
ニック・フューリー
演 - サミュエル・L・ジャクソン、日本語吹替 - 竹中直人
元S.H.I.E.L.D.長官。アベンジャーズ計画の発案者にして元司令官。S.H.I.E.L.D.崩壊後は自分の死を偽装したまま行方を眩ましていたが、ウルトロンとの戦いの後はマリアと共に行動している。
ポスト・クレジット・シーンに登場し、マリアと共にアトランタで起きている異変に遭遇する。
この他にも、未公開シーンではジョン・ファブロー扮するハロルド・“ハッピー”・ホーガンが、本編冒頭に位置するトニーとペッパーの会話中に登場している。

## 設定・用語

### 武装・アイテム
インフィニティ・ストーン
「空間（Space）」・「精神（Mind）」・「現実（Reality）」・「力（Power）」・「時間（Time）」・「魂（Soul）」という6つの異なる概念を司るエネルギーの結晶石。宇宙が生まれる前に存在した6つの特異点が、ビッグバンによる宇宙創生時に変化し誕生した。多くのストーンが『MCU』各作品にキーアイテムとして登場し、数多くの人物や勢力の手に渡ってきたが、本作ではこれまで以上に重要な存在となる。
スペース・ストーン（青◆）
“テッセラクト”と呼ばれる青白い立方体の中に納められた青色の石。空間を司って宇宙のあらゆる場所へテレポートすることが可能。サノスは入手したストーンの力を理解すると単純なテレポートに限らず、念動力のように物体を動かしたり、他のストーンの能力を遠く離れた場所に伝播させるなど、ヒーローたちとの戦闘において補佐役として効果的に使用した。
マインド・ストーン（黄◆）
“セプター”と呼ばれる槍/杖の先端、青い容器の中に内包されていた黄色の石。思考・精神を司る力を持ち、人の心を操ったり、意識や潜在能力などを高い領域に上げることで精神を強化する。
リアリティ・ストーン（赤◆）
“エーテル”と呼ばれる、真紅の液体のような不定形物質であり、唯一石の形状をとっていないストーン。現実を司って現実を歪める力を持ち、寄生した者にあらゆる物質を“暗黒物質（ダークマター）”に変えてしまう力を与える。サノスはインフィニティ・ガントレットに収めた状態でこのストーンを支配下に置き、その特性を用いて質量のある幻影を多数の人間に見せたり、相手の攻撃や行動などを歪めて別のものに変換するなどの不可思議な使用法をとる。
パワー・ストーン（紫◆）
“オーブ”と呼ばれる網状の模様が入った金属製の特殊な球体の中に納められていた紫色の石。力を司り、使用者の身体能力を大幅に強化する。サノスはこのストーンを得ると、メインの戦力としてその力を行使し、ヒーローたちを苦しめる。
タイム・ストーン（緑◆）
レリックの一つである“アガモットの目”に納められた緑色の石。時間を司り、時間の流れそのものを逆行・停止・進行させる力を有している。この石を入手したサノスはヴィジョンと共に破壊されたマインド・ストーンの復元に用いている。
ソウル・ストーン（橙◆）
魂を司る力を持つ橙色の石。6つのインフィニティ・ストーンの中で最も強力かつ特別な力を持つらしいが、その力は未知数であり、未だ謎が多いストーンでもある。経緯は不明だがサノスはこのストーンが持つ能力について理解しており、タイタンでの戦いではパワー・ストーンと併用してストレンジの分身を破壊している。
インフィニティ・ガントレット
サノスが装備するインフィニティ・ストーンの力を最大限に発揮できる左手用の金色のグローブ。各指の付け根部分と手の甲に6つのストーンを収容する穴があり、収容したそれぞれのストーンの力を自在に使用できる。6つ全てのストーンを埋め込むと、ガントレットをはめた指を鳴らすだけで全宇宙の半分の生命を消すことができる。

#### アベンジャーズとヒーローたちの装備・ビークル
※ 本項では、本作で初登場したものを中心に記載する
アイアンマン・アーマー
本作では、トニーが装着する“マーク50 ブリーディングエッジアーマー”と、ハルクの協力を得られないブルースが装着する“マーク48 ハルクバスター・マーク2（HULKBUSTER 2.0）の2着が登場する。

F.R.I.D.A.Y.（フライデー）
アイアンマンのサポートAI。本作でもトニーを補佐するが、彼がストレンジ救出のためにQシップに乗り込んで宇宙へ上がった後は、ネットワークの回線が届かなくなり通信不能となったため、それ以降はサポートできなくなってしまう。
ストームブレイカー
本作のクライマックスからソーが入手して愛用する、死にゆく惑星“ニダベリア”の心臓で出来た大斧。かつてのソーの武器であるムジョルニアと同等の能力に加え、ビフレストを発生させる能力を備えている。
ワカンダの盾
スティーブがティ・チャラから受け取った新しい“ヴィブラニウム”製の盾。
ウォーマシン・アーマー マーク4
本作においてローディが装着するパワードスーツ。
アイアン・スパイダー・スーツ
トニーがピーターのアベンジャーズ加入に際して開発していたスパイダーマン・スーツ。
サイバネティック・アーム（ワカンダ製）
バッキーに移植された新たな左義手。
スイッチブレード
ガモーラがサノスと出会った幼少期から所有している忌わしい記憶のナイフ。
クインジェット
アベンジャーズが保有する特殊航空機。本作ではスティーブたちがアベンジャーズ・コンパウンドへの帰還時の他、ワカンダへ移動する際にも使っている。
ベネター号
ガーディアンズの新たな活動拠点及び移動手段である宇宙船。
スペース・ポッド
ベネター号に設置された脱出用小型ポッド。

#### その他のテクノロジー・ビークル
ステイツマン
ソーたちがアスガルドの民を率いて乗っていた大型宇宙船。地球を目指していたが、サンクチュアリIIに襲撃されてしまい、本作の冒頭の時点で半壊させられていた。最終的にサノスがパワー・ストーンの力を発揮させたことで爆散する。
ドラゴン・フライヤー
ワカンダに複数配備されている、トンボのような外観をした戦闘機。サノスの群勢との戦いに複数機投入される。
サンクチュアリII
サノスの母艦にしてブラック・オーダーの拠点となる超巨大戦艦。本作の冒頭の時点でステイツマンを攻撃した。また、ガモーラの回想にもQシップとともに登場している。
Qシップ
サンクチュアリIIに設置されているドーナツ状の大型宇宙船。劇中ではマウとカルがタイム・ストーン回収任務時に乗船していたものと、プロキシマとコーヴァスがマインド・ストーン回収任務時に乗船していたものの2隻が登場している。
マウのものは、彼の死後にトニーたちを乗せたまま自動操縦で惑星タイタンへと向かい、そのまま墜落・大破。プロキシマとコーヴァスのものは、体勢を整えた後再び地球の大気圏へと戻り、ドロップシップをワカンダへと投下させる。
アウトライダー・ドロップシップ
アウトライダーズ専用の巨大ポッド。
スラッシャー
ブラック・オーダーが投入する巨大地上用マシン。

### 登場種族・生物
地球人
地球の住民であるヒューマノイド型種族で、本作の登場人物の大半がこれにあたる。
ゼホベレイ
かつて惑星“ゼホベリ”の民だった、緑色の肌を持つヒューマノイド型種族。ガモーラの回想シーンに登場する。
アウトライダー
サノスが遺伝子改造の研究で生み出し、配下とする新種の戦闘生命体で、通常の“アウトライダー”と、リーダーである“ジェネラル・アウトライダー”が存在する。軍団“アウトライダーズ”を構成する。クライマックスでアベンジャーズとワカンダ軍を相手に一進一退の大決戦を展開する。
このほかにも、ガモーラの回想シーンで“リヴァイアサン”が登場している。

### 登場惑星・地域・施設

#### 地球
アメリカ合衆国
ニューヨーク州
アベンジャーズ・コンパウンド
ニューヨーク州北部にあるアベンジャーズの拠点である基地施設。本作では、ここにいるローディと合流するべく、ヴィジョンとワンダを救出して連れてきたスティーブたちも訪れている。
サンクタム・サンクトラム
ニューヨーク市にある、“サンクタム”を守護する砦として建てられた施設。現在はストレンジが主として務めている。本作では、ビフレストによって上階のオキュラスと階段を突き破る形でハルクが地球に帰還、その縁でトニーも招かれ、彼らとストレンジたちの邂逅の場となる。
アトランタ
本作のエンドロール後に登場した、ジョージア州北西部に位置する同州の最大都市。フューリーとマリアが自動車でこの市内を移動中に、サノスの仕業で街中の人々が次々と消えていき、墜落するヘリコプターがビルに激突して大破する光景を目の当たりにする。
エディンバラ
スコットランドに位置し、2年間逃亡生活を送っているワンダとヴィジョンが潜伏していた都市。2人はマウらがニューヨークを襲撃した直後の夜に、この街を離れようとしていたが、マインド・ストーンを求めて現れたプロキシマとコーヴァスの襲撃を受け、セント・ジャイルズ大聖堂やエディンバラ・ウェイヴァリー駅が戦地となった。2人を救出しに参戦したスティーブ、ナターシャ、サムも訪れる。
ワカンダ
中央アフリカの小国にして超文明国。ティ・チャラが国王を務めている。本作では、スティーブの連絡を受けてアベンジャーズを入国させ、サノスの群勢を迎え撃つ決戦の地となった。

#### その他の惑星
ゼホベリ
かつてゼホベレイが住み、ガモーラの故郷でもあった惑星。ガモーラの幼少期にサノスの群勢の侵攻により、滅ぼされた。
ノーウェア
銀河座標“M3RD 17H17211 + 2121224”に位置する無法地帯の採掘コロニー。リアリティ・ストーンを保管しているティヴァンが居住している。
ニダベリア
アスガルドと親交がある種族“ドワーフ”たちが住み、エイトリの故郷である惑星。ソーたちは、ここを訪ねてエイトリと共にストームブレイカーを制作する。
ヴォーミア
最後のインフィニティ・ストーンであるソウル・ストーンが眠る惑星。およそ70年以上前にテッセラクト（スペース・ストーン）の力で飛ばされたシュミットがストーン・キーパーとして滞在する。
タイタン
サノスの故郷。文明も発達し緑豊かな惑星だったが、かつて人口過多と食糧難に陥ったことにより戦争が勃発し、サノスが滅びの前に虐殺を行ったことで滅亡したと、サノス自身によって語られた。
この惑星が、トニーたちとサノスの戦地となる。

### デシメーション
物語のラスト直前にサノスによって引き起こされた、“全宇宙に存在する生命の半数が無作為に消滅する”大災害。これが発生したことにより、生命の半数が消滅したことに加えて、地球では交通事故や航空事故などの二次災害が多発。消滅を免れたヒーローたちは、共に戦った戦友たちの多くが消滅したことに愕然とする。

## 他のMCU作品とのタイ・イン
- 本作は『マイティ・ソー バトルロイヤル』のポスト・クレジット・シーンの直後の出来事として、ストーリーが展開される。
- 『シビル・ウォー/キャプテン・アメリカ』での出来事で、アベンジャーズは解散状態にあることがトニーによって語られた。さらに、キャプテン・アメリカに加担したホークアイことクリント・バートンとアントマンことスコット・ラングは、家族の為に「ソコヴィア協定」を受け入れ、2年間自宅で軟禁状態にあることが、ナターシャとスティーブによって明かされた。「シビル・ウォー」後のアントマンについての詳細は、マーベル・シネマティック・ユニバース次作『アントマン&ワスプ』で描かれている。
- ケヴィン・ファイギは、ポスト・クレジット・シーンで、消滅する直前のニック・フューリーがポケベルで救援信号を送信した相手はキャロル・ダンバースであることを明らかにしている。また、ファイギはフューリーがとった行動について「彼女の持つどんなキャラクターよりも強大な力を求めたため」であることを明言した[16]。ダンバースはマーベル・シネマティック・ユニバース次々作『キャプテン・マーベル』の主人公を務める事が既に判明しているほか、『アベンジャーズ/エンドゲーム』への登場も示唆されている。

## 評価

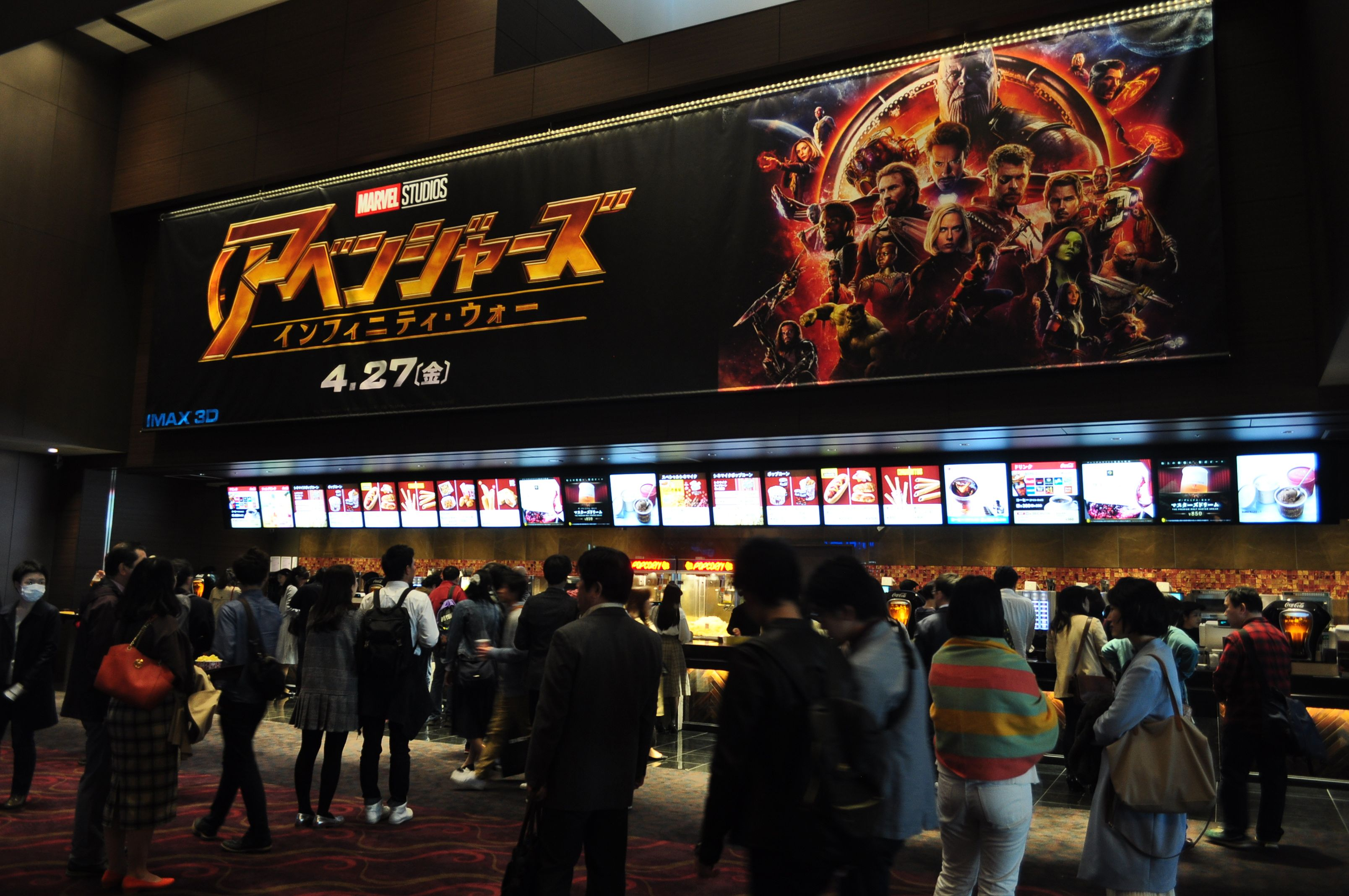
TOHOシネマズ日比谷（東京ミッドタウン日比谷内）のコンセッション上部に展示された宣伝看板（2018年4月14日撮影）

### 興行収入

#### 世界
初週末3日間のオープニング興収が世界合計で6億4,050万$となり、『ワイルド・スピード ICE BREAK』を越えて史上最高記録となった。

#### 北米
初週末3日間のオープニング興収は2億5,770万$を突破し、『スター・ウォーズ/フォースの覚醒』を超えて史上最高記録となった。

#### 日本
初週末2日間のオープニング興収は6億7,200万円となり、前作『アベンジャーズ/エイジ・オブ・ウルトロン』より15.4%減少した（その一方公開三週目にして30億円を突破し、最終的には37億円を超え、日本でのMCU史上最高額を記録した）。また観客動員では公開3週目の『名探偵コナン ゼロの執行人』に次ぐ第2位となった。

### 批評
Rotten Tomatoesには324件のレビューが寄せられ、支持率84%、平均7.4/10となっている。。サイト側による批評家の意見の要約は「アベンジャーズ：インフィニティ・ウォーは、MCUヒーローの驚異的な勢いをまだ徹底的に断ち切っており、その結果、スリリングで感情的に共鳴する大ヒットとなり、大々的な野心を実現している。」となっている 。
また、IMDbのMetascoreは68となっている。